# Chivalry 2
Chivalry 2 (укр. Лицарство 2) — багатокористувацька відеогра у жанрі hack and slash, розроблена канадською компанією Torn Banner Studios та видана Tripwire Interactive у 2021 році. Сиквел Chivalry: Medieval Warfare (2012), гра вийшла 8 червня 2021 року для Windows, PlayStation 4, PlayStation 5, Xbox One та Xbox Series X/S.

## Ігролад
Chivalry 2 — це екшн-гра від першої або третьої особи, в якій вперше в серії можна грати як пішки, так і верхи на коні.
У грі гравці оснащені різноманітною середньовічною зброєю ближнього бою, такою як бойові молоти, булави, довгі мечі та бойові сокири, хоча вони також можуть використовувати луки та стріли. Нову зброю можна знайти в схованках на карті. Гравці мають три основні схеми ближнього бою: горизонтальний удар, вертикальний удар та удар ножем, які можна з'єднати ланцюжком. Гравці також повинні блокувати ворожі атаки, і при правильному виборі часу вони можуть збити з пантелику своїх супротивників і парирувати їхні атаки. Гравці повинні усвідомлювати, як вони розмахують своєю зброєю, оскільки після незапланованого удару може виникнути дружній вогонь. Гравці також можуть підбирати відрубані кінцівки і обезголовлені голови будь-якого гравця на полі бою й використовувати їх як зброю. Вони також можуть кидати свою зброю ближнього бою у своїх ворогів, хоч це й залишить гравця беззахисним.
У всіх командних режимах протистоять один одному Лицарі Агати, які носять синьо-білу форму, та Орден Масонів, які носять червоно-чорну форму. Третя фракція — Теносіанська імперія — з'явилася в одному з наступних оновлень. Гра включає Командний смертельний поєдинок і режим Ціль команди, який підтримує максимум 64 гравці, а також режим смертельного поєдинку Всі проти всіх. У режимі командної гри одна група повинна проникнути в замок протилежної команди і, в залежності від карти, знищити кінцеву мету, супроводити керованого гравцем герцога в безпечну зону, ліквідувати ворожого герцога або вбити всіх гравців противника, що залишилися, в той час як інша група має завдання захищати замок. Битва поділяється на різні фази, кожна з яких має свої унікальні цілі. На деяких картах, після успішного штурму замку гравцями, що атакують, кращий гравець команди, що атакує або захищається (в залежності від карти), може стати герцогом і отримати різні ігрові бонуси. Кожна фаза битви обмежена в часі, і якщо загарбники не встигають виконати завдання за встановлений проміжок часу, перемогу в матчі здобувають захисники.
26 жовтня 2021 року було добавлено режим Бійка, який, по суті, є режимом Всі проти всіх до 40 гравців, що дозволяє суворо використовувати нетрадиційну зброю, таку як риба, стілець, пляшки, качалка, хліб та ніжка індички. З 12 червня 2022 року гра стала доступною в магазині Steam одночасно з її первинним релізом в Epic Games Store на ПК. З 4 жовтня 2022 року гра стала доступною в Xbox Game Pass.

## Розробка
Torn Banner Studios розпочала розробку гри у 2017 році. За словами компанії, гра не була задумана як симулятор бою на мечах, і що бій буде схожий на «бійку в барі більше, ніж на фехтування», оскільки гравці можуть використовувати все, що вони знайдуть на полі бою, як зброю. Монті Пайтон часто згадувався як джерело натхнення для цієї функції. Основною метою під час розробки гри було збільшення її масштабу, оскільки кількість гравців була значно збільшена до 64. Ігровий процес та структура режиму командних завдань, в якому відбуваються ці масштабні битви, були натхненні Грою престолів та Володарем перснів, оскільки команда описала його як «плавний, кінематографічний досвід».
Chivalry 2 була анонсована на E3 2019 видавцем Tripwire Interactive під час виставки PC Gaming Show. Відкрите бета-тестування стартувало 27 травня 2021 року і тривало до 1 червня. Гра була випущена на Microsoft Windows через Epic Games Store як річний ексклюзив, PlayStation 4, PlayStation 5, Xbox One, Xbox Series X/S 8 червня 2021 року, з підтримкою крос-платформної гри. Deep Silver виступила роздрібним видавничим партнером гри.

## Сприйняття
Chivalry 2 отримала «загалом схвальні» відгуки на Metacritic.
Ліана Хафер з IGN високо оцінила битви в Chivalry 2, написавши: «Чудовий (в оригіналі йде гра слів Axe-cellent, де Axe перекладається як Сокира, замість Excellent) компроміс між сокирою і середньовічним ближнім боєм, що базується на навичках, робить середньовічні сутички для 64 гравців у Chivalry 2 дуже веселими». PC Gamer сподобалося, як у грі збалансовано поєднуються бойові дії та комедія, описавши її як «блискучу суміш високої майстерності та низької комедії, і найкращу середньовічну бойову гру з усіх існуючих».
PCGamesN отримав задоволення від мап, порівнявши дизайн та масштаб територій з «голлівудськими блокбастерами» та Монті Пайтоном. Брендан Колдуелл з Rock Paper Shotgun вважає, що класи пропонують безліч різних стилів гри, але розкритикував режим смертельних боїв, зазначивши, що «їм не вистачає героїчних (або катастрофічних) моментів битв, заснованих на цілях, а деякі з них дуже короткі».
18 серпня 2021 року Torn Banner оголосила, що гра розійшлася накладом в 1 мільйон копій. Після релізу в Steam 8 червня 2022 було продано ще 300 000 копій протягом 10 днів з моменту виходу.